# Fucoidan
Fucoidan , tecnicamente fucana, é uma substância viscosa proveniente das algas marinhas, especificamente das algas pardas (Phaeophyceae) tais como a Aschophylum nodosum ( mais comum em concentração e disponibilidade) e em menor escala de importância e disponibilidade: Mozuku (Cladosiphon okamuranus), a Mekabu (a parte pregueada da Wakame, perto da raiz), a Kombu (Laminaria japonica), Spatoglossum shroederi, Hijiki (Sargassum fusiforme), Fucus vesiculosus e a Hondawara, descoberta em 1913 pelo professor Harald Kylin, na Universidade de Uppsala (Suécia) depois de uma pesquisa que mostrou a viscosidade dela. Formas variantes de fucoidan também foram encontradas em espécies animais, incluindo os pepinos-do-mar (Holothuroidea).

## Descrição
Fucoidan é um grupo de polissacarídeos sulfatados, nomeados assim por seu conteúdo de fucose sulfatada. Os polissacarídeos se caracterizam por ter um tipo de carboidrato composto de pelo menos dez tipos de monossacarídeos, que estão ligados entre si, através de um processo de desidratação. Alguns desses monossacarídeos são a glucose, a xilose, o ácido úrico e a galactose. Fucoidan é composto por uma cadeia de monossacarídeos e seu principal constituinte é a fucose.
O nome Fucoidan não se refere a nenhuma substância com uma estrutura específica. Foi nomeado por seu alto nível molecular de polissacarídeos. No início, recebeu o nome de Fucoidin, mas com o passar do tempo e a realização de novas investigações, foi alterado para Fucoidan devido à composição de seus carboidratos.

## Propriedades medicinais
Os fucoidins tem sido investigadas em estudos pré-clínicos de atividade antioxidante, protetora cognitiva, anti-inflamatória, anti-angiogênica, anticancerígena, antiviral, antiviral e anti-hiperglicêmica.

### Sobre a angiogênese
Dois tipos de angiogênese podem ser distinguidos: angiogênese fisiológica ou normal e angiogênese patológica ou anormal. A angiogênese patológica do câncer é ativada pela presença de fatores de crescimento. As células cancerosas emitem sinais químicos especiais, que são captados pelos vasos sanguíneos, que são atraídos e se tornam portadores e transportadores de nutrientes para eles. Ao receber bastante oxigênio e nutrientes dos vasos capilares, o tumor cresce e as células cancerígenas podem até produzirem metástase em outras partes do corpo. 
 O fucoidan é uma substância que suprime o processo de angiogênese, impedindo a formação de capilares, cortando o fluxo de oxigênio e o suprimento de nutrientes para as células portadoras de câncer, fazendo com que estas se debilitem.
Um experimento realizado por David Servan, comprovou a função supressora da angiogênese do fucoidan, colocando-a em contato com células cancerígenas. O experimento consistiu em extrair uma amostra de fucoidan de Mozuku e outra de Mekabu e misturá-las com as células infectadas, para que elas aderissem à ambas concentrações. As células foram cultivadas e, com o passar do tempo, ambas as culturas demonstraram uma função supressora da angiogênese em diferentes níveis de acordo com sua concentração. Embora ambos mostrassem a capacidade de suprimir a angiogênese, o efeito do Mekabu foi mais forte que o do Mozuku.

### Sobre a apoptose
A apoptose, também chamada morte celular programada, é o processo pelo qual a célula morre devido a estímulos intra ou extracelulares. É um processo necessário no organismo, pois contribui para o desenvolvimento de órgãos e sistemas. Também mantém o processo de homeostase das células e atua como um defensor contra agentes patógenos. É importante a regulação constante deste processo desde então, sua alteração produz patologias graves tais como tumores, efeitos no desenvolvimento, malformações e enfermidades neurodegenerativas e autoimunes.
Experimentos demonstraram que o fucoidan induz apoptose em células cancerígenas através da atividade das caspases. Esse processo é realizado fragmentando os núcleos das células e as atividades dessas caspases, que são um grupo de proteínas relacionadas com a informação e comunicação utilizada, para levar às células cancerosas a realizar o processo de apoptose.

### Sobre os oxidantes
O estresse, hábitos alimentares e cotidianos, contaminação ambiental e muitos outros fatores são as causas do suprimento de oxigênio, sendo estáveis no subsolo, mudando dentro de nós para se tornarem radicais de oxigênio, hidroxilo, peróxido ou superóxido. Os radicais de oxigênio têm efeitos negativos em várias partes do corpo humano e, por esse motivo, acredita-se que sejam a causa de hipertensão arterial, doença de Parkinson, arteriosclerose, envelhecimento prematuro e câncer. O corpo humano ativa certos mecanismos antioxidantes, a fim de atacar essas reações negativas e proteger o corpo delas. Para remover os radicais de oxigênio, nosso corpo produz peroxidase, catalase, superóxido dismutase (SOD) e outras enzimas altamente antioxidantes que destroem completamente os radicais. Os antioxidantes naturais dos alimentos são essenciais para que esse processo ocorra e para que haja um equilíbrio junto ao oxigênio. Uma dieta saudável é importante, já que os alimentos contêm vitamina E, ácido ascórbico (vitamina C), polifenóis e outras substâncias capazes de eliminar os radicais de oxigênio e proteger o corpo.
Um experimento que implicava usar radicais DPPH e hidroxilo causados pelas reações de oxidação-redução do ferro, permitiram analisar a ação antioxidante do fucoidan. Em cada um dos níveis dos radicais era evidente, um aumento na concentração de fucoidan, o que confirmou suas propriedades antioxidantes. Verificou-se também que o fucoidan possui polifenóis, também encontrados em chá, vinho tinto e ervas e capaz de realizar o processo antioxidante no corpo.
A descoberta da ação antioxidante do fucoidan pode ser altamente significativa na prevenção do câncer e de outras doenças terminais.